# Irène Schweizer
Pour les articles homonymes, voir Schweizer.
Irène Schweizer, née le 2 juin 1941 à Schaffhouse et morte le 16 juillet 2024 à Zurich, est une pianiste et percussionniste suisse de jazz et de musique improvisée.
C'est une figure internationale du free jazz et de la musique improvisée, connue pour ses concerts solo, son travail avec le percussionniste Pierre Favre, ses nombreuses collaborations avec le saxophoniste Rüdiger Carl (de), ainsi que ses duos avec le batteur Louis Moholo.
Son jeu de piano est très percussif, agressif, et utilise fréquemment le jeu à l'intérieur du piano et le piano préparé.[réf. nécessaire]

## Biographie
Pendant son enfance à Schaffhouse, Irène Schweizer est essentiellement confrontée à des musiques festives, jouées dans le restaurant que tient son père. Elle apprend le piano à l'âge de 12 ans, puis la batterie.
Vers 17 ans, elle s'intéresse au jazz moderne, et participe à un festival à Zurich. Elle vit au Royaume-Uni entre 1961 et 1962. Elle y prend des cours de piano avec Eddie Thompson qui lui apprend le stride, le bebop... À son retour en Suisse, elle joue dans un style soul-jazz et hard bop. Elle forme un trio avec le bassiste Uli Trepte (en) et le batteur Mani Neumeier (en). Son jeu s'enrichit de l'écoute de musiciens sud-africains (Johnny Dyani (en), Abdullah Ibrahim...) à l'African Jazz Cafe. C'est à la même époque qu'elle découvre et adopte le free jazz d'Ornette Coleman et de Cecil Taylor.
Elle fait plusieurs tournées en Suisse avec son trio, avant qu'il soit dissout en 1968.
En 1968, elle forme un trio avec Pierre Favre et Peter Kowald, qui devient le Pierre Favre trio. Plus tard, le saxophoniste anglais Evan Parker se joint à eux pour former un quartet.
Elle collabore avec Rüdiger Carl (de) à partir de 1973. Ils continueront à jouer ensemble toute leur carrière.
Irène Schweizer commence à donner des concerts en piano solo en 1976, au Willisau Jazz Festival.
Elle fait partie du Feminist Improvising Group (en) dès 1978, avec Joëlle Léandre, Lindsay Cooper et Maggie Nicols (en), rebaptisé en 1983 « European Women's Improvising Group ». Au début des années 1990, émerge un trio intermittent au sein de ce collectif comprenant Schweizer, Nicols et Léandre, appelé « Les Diaboliques ».
En 1984, elle participe à la fondation du label Intakt Records.
En juillet 2019, Irène Schweizer donne son dernier grand concert public au festival Konfrontationen (en) à Nickelsdorf, en Autriche. Ce concert, un duo avec le batteur américain Hamid Drake, est enregistré et publié en CD par Intakt Records sous le titre Celebration.
Elle s’est éteinte le 16 juillet 2024 dans une institution à Zurich.

## Discographie

### En solo
- 1977 : Wilde Señoritas (en) (FMP)
- 1978 : Hexensabbat (en) (FMP)
- 1992 : Piano Solo Vol. 1 (en) (Intakt)
- 1992 : Piano Solo Vol. 2 (en) (Intakt)
- 1996 : Many and One Direction (en) (Intakt)
- 2001 : Chicago Piano Solo (en) (Intakt)
- 2006 : First Choice: Piano Solo KKL Luzern (en) (Intakt)
- 2011 : To Whom It May Concern: Piano Solo Tonhalle Zürich (en) (Intakt)

### En duo
Avec Rüdiger Carl (de)
- 1978 : The Very Centre of Middle Europe (HatHut)
- 1981 : Die V-Mann Suite (FMP)

Avec Louis Moholo
- 1987 : Irène Schweizer & Louis Moholo (en) (Intakt)

Avec Joëlle Léandre
- 1987 : Cordial Gratin (FMP)

Avec Günter Sommer
- 1988 : Irène Schweizer & Günter Sommer (en) (Intakt)

Avec Andrew Cyrille
- 1989 : Irène Schweizer & Andrew Cyrille (en) (Intakt)

Avec Marilyn Crispell
- 1991 : Overlapping Hands: Eight Segments (en) (FMP)

Avec Pierre Favre
- 1992 : Irène Schweizer & Pierre Favre (en) (Intakt)
- 2004 : Ulrichsberg (en) (Intakt)
- 2013 : Live in Zürich (Intakt)

Avec Han Bennink
- 1996 : Irène Schweizer & Han Bennink (en) (Intakt)
- 2015 : Welcome Back (en) (Intakt)

Avec Mani Neumeier
- 1997 : European Masters of Improvisation (Captain Trip, Tokyo Tower Wax Museum)

Avec Co Streiff
- 2002 : Twin Lines (Intakt)

Avec Omri Ziegele (de)
- 2005 : Where's Africa (Intakt)

Avec Jürg Wickihalder (de)
- 2014 : Spring (en) (Intakt)

Avec Joey Baron
- 2021 : Live! (en) (Intakt)

Avec Hamid Drake
- 2021 : Celebration (en) (Intakt)

### En trio
- 1976 : Messer (FMP) avec Rüdiger Carl (de) et Louis Moholo
- 1978 : Tuned Boots (FMP) avec Rüdiger Carl et Louis Moholo
- 1994 : Les Diaboliques (Intakt) avec Maggie Nichols et Joëlle Léandre
- 1997 : Splitting Image (en) (Intakt) avec Les Diaboliques (Maggie Nichols et Joëlle Léandre)
- 2000 : Live At The Rhinefalls (Intakt) avec Les Diaboliques (Maggie Nichols et Joëlle Léandre)
- 2007 : Willisau & Taktlos (en) (Intakt) avec Fred Anderson (en) et Hamid Drake

### Autres formations
- 1967 : Jazz Meets India (SABA) avec Mani Neumeier, Dewan Motihar, Keshay Sathe, Manfred Schoof, Kusum Thakur, Uli Trepte et Barney Wilen
- 1975 : Ramifications (Ogun) avec Rüdiger Carl, Paul Lovens, Radu Malfatti et Harry Miller
- 1976 : Willi The Pig (en) (Live At The Willisau Jazz Festival) (Willisau Live Records) avec John Tchicai
- 1979 : Feminist Improvising Group (auto-produit) avec le Feminist Improvising Group (en)[4]
- 1981 : Another Evening at Logos, 1974/79/81 (Logos, Sub Rosa) avec le Feminist Improvising Group (en)[5]
- 1986 : Live at Taktlos (en) (Intakt) avec Lindsay Cooper, Joëlle Léandre, George Lewis, Paul Lovens, Maggie Nichols et Günter Sommer
- 1988 : The Storming of the Winter Palace (en) (Intakt) avec Joëlle Léandre, George Lewis, Maggie Nichols et Günter Sommer
- 1989 : Paris Quartet (Intakt) avec Joëlle Léandre, Yves Robert et Daunik Lazro
- 1992 : Theoria (en) (Intakt) avec Barry Guy and the London Jazz Composers Orchestra
- 1998 : Double Trouble Two (en) (Intakt) avec Marilyn Crispell, Barry Guy and the London Jazz Composers Orchestra et Pierre Favre
- 2000 : Ensemble Oggimusica Meets Irene Schweizer (Altrisuoni) avec l'Ensemble Oggimusica
- 2009 : Radio Rondo/Schaffhausen Concert (en) (Intakt) avec Barry Guy and the London Jazz Composers Orchestra
- 2009 : Berne Concert (en) (Intakt) avec Trio 3 (Andrew Cyrille, Oliver Lake et Reggie Workman)
- 2011 : Jump! (Intakt) avec le Jürg Wickihalder European Quartet
- 2016 : Musical Monsters (Intakt) avec Don Cherry, John Tchicai, Léon Francioli, Pierre Favre

### En tant qu'invitée
Avec Manfred Schoof
- 1969 : European Echoes (FMP)

Avec Pierre Favre
- 1969 : Santana (FMP, en trio)
- 1970 : Pierre Favre Quartett (FMP, en quartet)

Avec Henry Cow
- 1969 : Western Culture (Broadcast Records)

Avec Joe McPhee
- 1981 : Topology (en) (Hat Hut)
- 2012 : The Loneliest Woman (Broadcast Records) Joe McPhee Po Music

Avec Joëlle Léandre
- 1984 : Les Douze Sons (Nato)
- 2006 : At The Le Mans Jazz Festival (Leo records)
- 2016 : A Woman’s Work (Not Two Records)

Avec Rüdiger Carl (de)
- 1988 : Zwei Quintette - Two Compositions By Rüdiger Carl (FMP)
- 1998 : Virtual COWWS (FMP)

Avec Elsie Jo
- 1991 : Live (Maya Recordings)

Avec Mario Schiano (en)
- 1994 : Meetings (Splasc(H) Records)

Avec Jon Rose (en)
- 1995 : Violin Music In The Age Of Shopping (Intakt)

Avec Tommy Meier (de)
- 2007 : Root Down (Intakt)
- 2010 : The Master And The Rain (Intakt)

Avec Omri Ziegele (de) Where's Africa Trio
- 2010 : Can Walk On Sand (Intakt)